# Druchung
Druchung (Chinees: Chuqung) is een plaats in de provincie Qinghai in China. Het is de hoofdplaats van het arrondissement Chindu in de Tibetaanse autonome prefectuur Yushu.